# Irabatha gracilis
Irabatha gracilis là một loài tò vò trong họ Ichneumonidae.